# Braune Röhrennasenfledermaus
Die Braune Röhrennasenfledermaus (Murina suilla) ist ein in Südostasien verbreitetes Fledertier in der Familie der Glattnasen. Das Typusexemplar stammt von der Insel Java.

## Merkmale
Diese sehr kleine Fledermaus hat 27 bis 32 mm lange Unterarme, einen 26 bis 35 mm langen Schwanz, Ohren von 12,5 bis 13,5 mm Länge und ein Gewicht von 3 bis 5 g. Oberseits sind die Haare an der Wurzel grau, manchmal im mittleren Abschnitt heller und an den Spitzen braun, was eine braune Fellfarbe mit grauen oder orangen Schattierungen erzeugt. Unterseits kommt hellgraues bis weißes Fell vor. Wie bei allen Mitgliedern derselben Unterfamilie sind die rohrförmigen Nasenlöcher auffallend. Die inneren Prämolaren pro Kieferhälfte sind deutlich kleiner als die nachfolgenden. Die Goldene Röhrennasenfledermaus (Murina rozendaali) hat gelbliches Fell und recht große innere Prämolaren. Auch bei Murina balaensis sind die Haarspitzen oberseits golden. Ein Scheitelkamm ist wenig oder nicht ausgebildet.

## Verbreitung
Die Braune Röhrennasenfledermaus ist auf der südlichen Malaiischen Halbinsel, auf Sumatra, Borneo, Java und auf kleineren Inseln der Region verbreitet. Sie lebt im Flachland und in Gebirgen bis 1550 Meter Höhe. Das Habitat variiert zwischen Wäldern mit Flügelfruchtgewächsen, Bergwäldern, sumpfigen Wäldern, Plantagen und dicht bebauten Städten.

## Lebensweise
Die Rufe zur Echoortung sind etwa 3 Millisekunden lang. Sie beginnen bei etwa 165 kHz, steigern sich kurz auf 170 kHz und enden bei 60 kHz. In Thailand hatten Weibchen im Februar und Mai aktive Milchdrüsen.

## Gefährdung
Vermutlich wirken sich Landschaftsveränderungen gebietsweise negativ aus. Allgemein wird die Braune Röhrennasenfledermaus recht häufig angetroffen. Die IUCN listet sie als nicht gefährdet (least concern).